# Guldensporenstadion
Il Guldensporenstadion è uno stadio di calcio situato ed Courtrai, nel Belgio. È stato inaugurato nel 1947 ed ospita gli incontri del Kortrijk.

## Storia
Il nome dello stadio significa "stadio degli speroni d'oro" in riferimento all'omonima battaglia disputata a Courtrai nel 1032.
Costruito nel 1947, lo stadio è stato rinnovato nel 2008 in seguito della promozione in prima divisione del Kortrijk, portando il numero di spettatori da 6896 a 9399.